# In the Army Now (album)
Pour les articles homonymes, voir In the Army Now.
Albums de Status Quo
Back to Back
(1983) Ain't Complaining
(1988)
Singles
1. Rollin' Home
Sortie : mai 1986
2. Red Sky
Sortie : juillet 198
3. In the Army Now
Sortie : 22 septembre 1986
4. Dreamin'
Sortie : novembre 1986

In the Army Now est le dix-septième album studio du groupe de hard rock britannique Status Quo. Il est sorti le 29 août 1986 sur le label Vertigo Records et a été produit par Pip Williams et Dave Edmunds.

## Historique
Après la participation de Status Quo au concert de charité du Live Aid, Alan Lancaster retourne en Australie. Il apprendra plus tard que Rossi, Parfitt et Bown se sont alliés au batteur Jeff Rich et au bassiste John Edwards et composent de nouveaux titres en vue d'un nouvel album de Status Quo. Lancaster saisit immédiatement la justice pour utilisation frauduleuse du nom, ce-dernier appartenant à lui, Francis Rossi et Rick Parfitt. La justice tranchera en faveur de Rossi et Parfitt et le groupe pourra enregistrer le nouvel album sans Lancaster.
L'album sera enregistré entre 1985 et 1986 au Chipping Norton studio dans l' Oxfordshire  et au Jacob's studio dans le Surrey. Il verra le retour de Pip Williams à la production. Deux titres, Rollin' Home et Red Sky seront enregistré dans le studio personnel du rockeur Dave Edmunds qui les produira.
L'album contient notamment la reprise d'une chanson du duo hollandais Bolland & Bolland, qui donne son titre à l'album et qui sortira en single. Le single se classe à la 1re place en Allemagne, Autriche, Irlande et en Suisse. Au Royaume-Uni et France il atteint la seconde place et se voit respectivement récompensé par un disque en argent et un en or.
L'album quant à lui sera notamment premier dans les charts suisses et septième dans les charts britanniques. IL sera certifié disque d'or au Royaume-Uni.

## Liste des pistes

### Album original
| No  | Titre           | Auteur                      | Durée |
| --- | --------------- | --------------------------- | ----- |
| 1.  | Rollin' Home    | John David                  | 4:25  |
| 2.  | Calling         | Francis Rossi, Bernie Frost | 4:03  |
| 3.  | In Your Eyes    | Rossi, Frost                | 5:07  |
| 4.  | Save Me         | Rick Parfitt, Rossi         | 4:24  |
| 5.  | In the Army Now | Rob et Ferdi Bolland        | 4:40  |
| 6.  | Dreamin'        | Rossi, Frost                | 2:54  |
| 7.  | End of the Line | Parfitt, Patrick            | 4:58  |
| 8.  | Invitation      | Rossi, Robert Young         | 3:15  |
| 9.  | Red Sky         | John David                  | 4:13  |
| 10. | Speechless      | Ian Hunter                  | 3:40  |
| 11. | Overdose        | Parfitt, Pip Williams       | 5:24  |

### Titres bonus de la réédition 2006
| No  | Titre                                                    | Auteur                                            | Durée |
| --- | -------------------------------------------------------- | ------------------------------------------------- | ----- |
| 12. | Lonely (face B du single 12" "Rollin' Home")             | Parfitt, Rossi                                    | 5:08  |
| 13. | Keep Me Guessing (face B du single 12" "Rollin' Home")   | Parfitt, Rossi, Young                             | 4:31  |
| 14. | Don't Give It Up (face B du single "Red Sky")            | "Rhino Edwards", Parfitt, Rossi, Richard Lightman | 4:23  |
| 15. | Heartburn (face B du single 12" "In the Army Now")       | Parfitt, Rossi, Patrick                           | 4:46  |
| 16. | Late Last Night (face B du single 12" "In the Army Now") | Parfitt, Rossi, Young                             | 2:58  |
| 17. | Long Legged Girls (face B du single "Dreamin'")          | Parfitt, Williams                                 | 5:38  |

### Cd 2 de la version Deluxe de 2018
| No  | Titre | Auteur                                            | Durée |
| --- | --- | ------------------------------------------------- | ----- |
| 1.  | In the Army Now (version remixée) | Bolland & Bolland                                 | 4:45  |
| 2.  | Lonely (face B du single 12" "Rollin' Home") | Parfitt, Rossi                                    | 5:08  |
| 3.  | Keep Me Guessing (face B du single 12" "Rollin' Home") | Parfitt, Rossi, Young                             | 4:31  |
| 4.  | Don't Give It Up (face B du single "Red Sky") | "Rhino" Edwards, Parfitt, Rossi, Richard Lightman | 4:23  |
| 5.  | Heartburn (face B du single 12" "In the Army Now") | Parfitt, Rossi, Patrick                           | 4:46  |
| 6.  | Late Last Night (face B du single 12" "In the Army Now") | Parfitt, Rossi, Young                             | 2:58  |
| 7.  | Long Legged Girls (face B du single "Dreamin'") | Parfitt, Williams                                 | 5:38  |
| 8.  | Rock 'N' Roll Floorboards (titre inédit) | Rossi, Frost                                      | 4:16  |
| 9.  | Naughty Girl (version rallongée de "Dreamin'") | Rossi, Frost                                      | 5:15  |
| 10. | Dreamin' (Wet Mix) | Rossi, Frost                                      | 4:29  |
| 11. | In the Army Now (Military Mix) | Bolland & Bolland                                 | 5:58  |
| 12. | The Quo Cake Mix (Meddley (The Wanderer / Whatever you Want / Something 'Bout You Baby I Like / Roll Over Lay Down / Rain / Break The Rules/ Rockin' All Over The World / In The Army Now)) | Sonny X                                           | 6:14  |
| 13. | Overdose (Live) | Parfitt, Williams                                 | 5:25  |
| 14. | Dreamin' (Live) | Rossi, Frost                                      | 3:11  |
| 15. | Blues Jam (Live) | Rossi                                             | 2:27  |
| 16. | La Grange / Rain (Live) | Billy Gibbons, Frank Beard, Dusty Hill / Parfitt  | 4:50  |

## Musiciens
- Francis Rossi: chant, guitare solo
- Rick Parfitt: guitare rythmique, chant sur "End of the Line" et "Overdose", chœurs
- Andy Bown: claviers, chœurs
- Jeff Rich: batterie, percussions
- John "Rhino" Edwards: basse, chœurs

## Charts et certifications

### Album
| Pays                          | Durée du classement | Meilleur classement | Date              |
| ----------------------------- | ------------------- | ------------------- | ----------------- |
| Allemagne (GfK Entertainment) | 22 semaines         | 14e                 | 1er décembre 1986 |
| Autriche (Ö3 Austria Top 40)  | 16 semaines         | 12e                 | 1er décembre 1986 |
| France (SNEP)                 | 6 semaines          | 16e                 | 1er mars 1987     |
| Norvège (VG-lista)            | 20 semaines         | 6e                  | 10 novembre 1986  |
| Pays-Bas (MegaCharts)         | 7 semaines          | 50e                 | 4 octobre 1986    |
| Royaume-Uni (UK Albums Chart) | 23 semaines         | 7e                  | 31 août 1986      |
| Suède (Sverigetopplistan)     | 6 semaines          | 12e                 | 24 septembre 1986 |
| Suisse (Schweizer Hitparade)  | 27 semaines         | 1er                 | 30 novembre 1986  |

Certification
| Pays        | Certification | Ventes    | Date            |
| ----------- | ------------- | --------- | --------------- |
| Royaume-Uni | Or            | 100 000 + | 13 octobre 1986 |

### Singles
Rollin' Home
| Chart                 | Durée du classement | Position | Date            |
| --------------------- | ------------------- | -------- | --------------- |
| (IRMA)                | 3 semaines          | 1er      | 29 mai 1986     |
| (VG-lista)            | 3 semaines          | 9e       | 14 juillet 1986 |
| (Single Top 100)      | 3 semaines          | 43e      | 21 juin 1986    |
| (UK Singles Chart)    | 6 semaines          | 9e       | 18 mai 1986     |
| (Schweizer Hitparade) | 9 semaines          | 10e      | 6 juillet 1986  |

Red Sky
| Chart                 | Durée du classement | Position | Date             |
| --------------------- | ------------------- | -------- | ---------------- |
| (IRMA)                | 3 semaines          | 5e       | 7 août 1986      |
| (UK Singles Chart)    | 8 semaines          | 19e      | 3 août 1986      |
| (Schweizer Hitparade) | 1 semaine           | 29e      | 7 septembre 2023 |

In the Army Now
| Chart                 | Durée du classement | Position | Date             | Certifications |
| --------------------- | ------------------- | -------- | ---------------- | -------------- |
| (Single Top 100)      | 19 semaines         | 1er      | 24 octobre 1986  | Or · Argent    |
| (Ö3 Austria Top 40)   | 16 semaines         | 1er      | 15 janvier 1987  | Or · Argent    |
| (V) (Ultratop)        | 11 semaines         | 15e      | 20 décembre 1986 | Or · Argent    |
| (Single Top 100)      | 24 semaines         | 2e       | 14 février 1987  | Or · Argent    |
| (IRMA)                | 7 semaines          | 1er      | 26 octobre 1986  | Or · Argent    |
| (VG-lista)            | 12 semaines         | 2e       | 10 novembre 1986 | Or · Argent    |
| (Single Top 100)      | 7 semaines          | 15e      | 15 novembre 1986 | Or · Argent    |
| (UK Singles Chart)    | 14 semaines         | 2e       | 26 octobre 1986  | Or · Argent    |
| (Sverigetopplistan)   | 5 semaines          | 6e       | 17 décembre 1986 | Or · Argent    |
| (Schweizer Hitparade) | 14 semaines         | 1er      | 23 novembre 1986 | Or · Argent    |

Dreamin'
| Chart                 | Durée du classement | Position | Date             |
| --------------------- | ------------------- | -------- | ---------------- |
| (Single Top 100)      | 9 semaines          | 20e      | 23 février 1987  |
| (IRMA)                | 4 semaines          | 11e      | 21 décembre 1986 |
| (UK Singles Chart)    | 8 semaines          | 15e      | 28 décembre 1986 |
| (Schweizer Hitparade) | 5 semaines          | 17e      | 8 mars 1987      |